# Pseudojana perspicuifascia
Pseudojana perspicuifascia là một loài bướm đêm thuộc họ Eupterotidae. Nó được tìm thấy ở Sundaland và on Nias.

## Phụ loài
- Pseudojana perspicuifascia perspicuifascia
- Pseudojana perspicuifascia niassana (Nias)